# Liste der Regionen und Seelsorgeräume der Diözese Graz-Seckau
Die Diözese Graz-Seckau war bis 2018 in 25 Dekanate und 388 Pfarren unterteilt. Mit der Strukturreform sind die Pfarren der Diözese ab 1. September 2020 acht Regionen zugeteilt worden, die derzeit wiederum aus 47 Seelsorgeräumen bestehen.

## Region Ennstal und Ausseerland
- Seelsorgeraum Admont
- Seelsorgeraum Eisenwurzen
- Seelsorgeraum Mittleres Ennstal/Paltental
- Seelsorgeraum Oberes Ennstal
- Seelsorgeraum Steirisches Salzkammergut

## Region Graz
- Seelsorgeraum Graz-Mitte
- Seelsorgeraum Graz-Nord
- Seelsorgeraum Graz-Nordwest
- Seelsorgeraum Graz-Ost
- Seelsorgeraum Graz-Südost
- Seelsorgeraum Graz-Südwest

## Region Murau–Murtal
- Seelsorgeraum Judenburg–Obdacherland
- Seelsorgeraum Knittelfeld
- Seelsorgeraum Murau
- Seelsorgeraum Oberwölz
- Seelsorgeraum Pölsental
- Seelsorgeraum St. Lambrecht

## Region Obersteiermark Ost
- Seelsorgeraum Bruck an der Mur
- Seelsorgeraum Hochschwab–Süd
- Seelsorgeraum Kapfenberg St. Oswald
- Seelsorgeraum Mariazell
- Seelsorgeraum Oberes Mürztal
- Seelsorgeraum Stadtkirche Leoben
- Seelsorgeraum St. Michael
- Seelsorgeraum an der Eisenstraße

## Region Oststeiermark
- Seelsorgeraum Gleisdorf
- Seelsorgeraum Hartberg
- Seelsorgeraum Oberes Feistritztal
- Seelsorgeraum Kulm
- Seelsorgeraum Thermenland
- Seelsorgeraum Vorau
- Seelsorgeraum Weiz

## Region Steiermark Mitte
- Seelsorgeraum GU-Nord
- Seelsorgeraum Hügelland - Schöcklland
- Seelsorgeraum Kaiserwald
- Seelsorgeraum Kögelberg - Grazer Feld
- Seelsorgeraum Rein
- Seelsorgeraum Voitsberg

## Region Südoststeiermark
- Seelsorgeraum Feldbach
- Sonnenland–Südost
- Seelsorgeraum Südoststeirisches Hügelland

## Region Südweststeiermark
- Seelsorgeraum Groß St. Florian
- Seelsorgeraum Leibnitzer Feld
- Seelsorgeraum Rebenland
- Seelsorgeraum Schilcherland
- Seelsorgeraum Sulm-Saggautal
- Seelsorgeraum Südsteirisches Weinland